# 니오베땅다람쥐
니오베땅다람쥐(Lariscus niobe)는 다람쥐과에 속하는 설치류의 일종이다. 인도네시아 수마트라섬 서부와 자와섬 동부의 산악 지대에서 발견된다. 자연 서식지는 아열대 또는 열대 기후 지역의 건조림이다. 서식지 감소로 위협을 받고 있다.